# Zuchau
Zuchau ist ein Ortsteil der Stadt Barby im Salzlandkreis in Sachsen-Anhalt.

## Geografie

Lage von Zuchau im Stadtgebiet von Barby

Zuchau liegt in einem flachen Gebiet südlich der Mündung der Saale in die Elbe. Dessau-Roßlau liegt 30 Kilometer östlich, Calbe (Saale) ca. zwölf Kilometer nordwestlich von Zuchau. Die Wiesen östlich von Zuchau gehören zum Biosphärenreservat Flusslandschaft Mittlere Elbe.
Zur ehemaligen Gemeinde Zuchau gehörte der Ortsteil Colno.

## Geschichte
Zuchau taucht bereits 978 erstmals in einer Schenkungsurkunde Otto I. auf.
Die romanische Bruchsteinkirche „St. Laurentius“ mit einem Tympanon im einstufigen Südportal stammt aus dem 12. Jahrhundert. Der dörfliche Charakter des Ortes konnte auch nach der Schaffung einer modernen Infrastruktur weitgehend erhalten werden. Sehenswert ist der als so genannte Pferdeschwemme angelegte Dorfbrunnen.
Am 1. Juni 1929 kam das Vorwerk Colno vom aufgelösten Gutsbezirk Gottesgnaden zur damaligen Landgemeinde Zuchau.
Am 1. Januar 2010 schlossen sich die bis dahin selbstständigen Gemeinden Zuchau, Breitenhagen, Glinde, Groß Rosenburg, Lödderitz, Pömmelte, Sachsendorf, Tornitz und Wespen sowie die Stadt Barby (Elbe) zur neuen Stadt Barby zusammen. Gleichzeitig wurde die Verwaltungsgemeinschaft Elbe-Saale, zu der Zuchau gehörte, aufgelöst.

## Politik
- Wg E-S-W: 1
- fraktionslos: 3

### Ortschaftsrat
Vorsitzender des Ortschaftsrats Zuchau ist Axel Schneider (fraktionslos) und Stellvertreter ist Jochen Strötker (fraktionslos).

## Verkehrsanbindung
Von Zuchau aus führen Landstraßen nach Bernburg (Saale), Köthen (Anhalt) sowie nach Calbe (Saale) und Aken (Elbe). Der nahegelegene Bahnhof in der Nachbargemeinde Sachsendorf liegt an der Hauptstrecke Magdeburg–Halle (Saale).

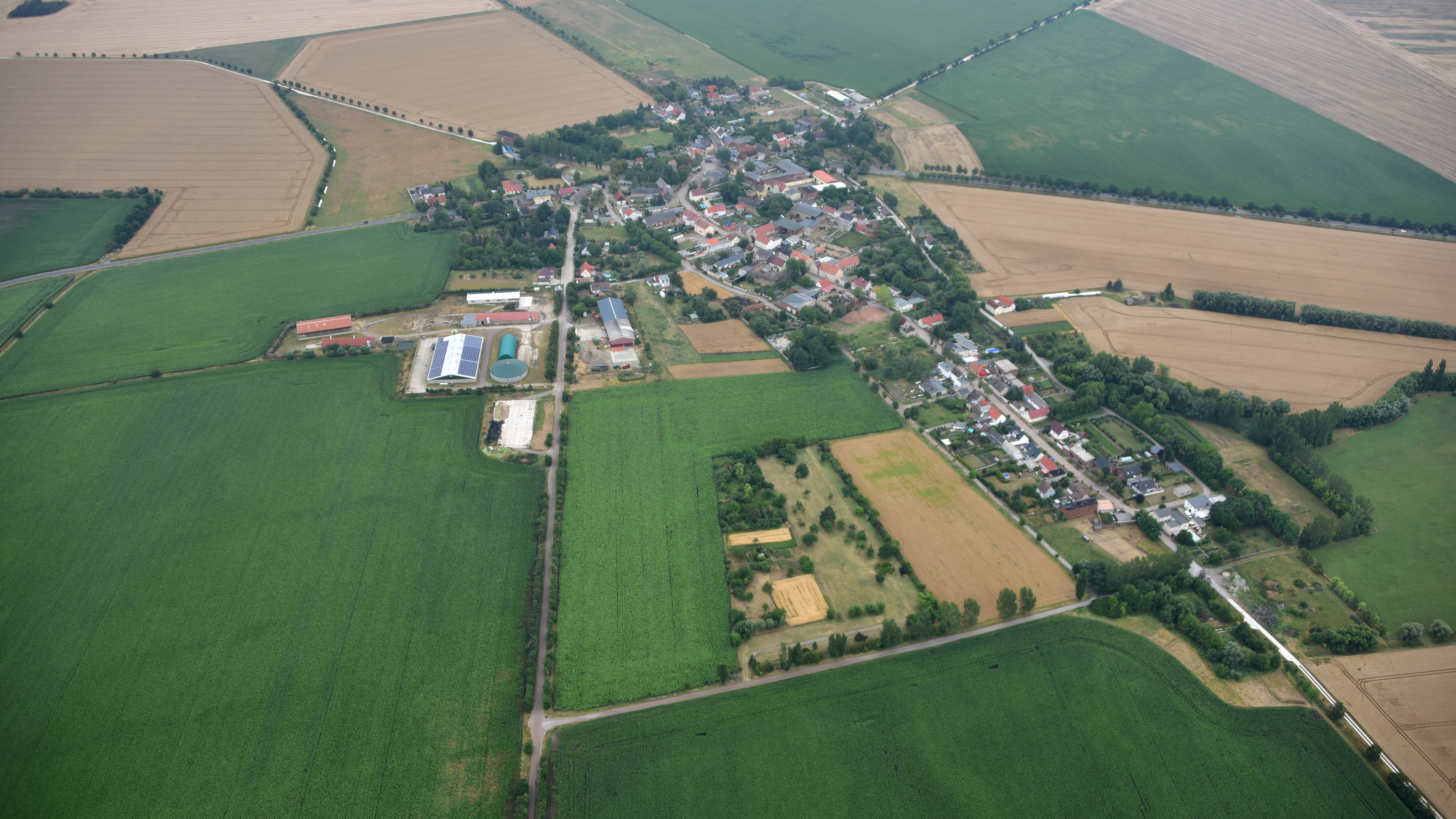
Luftbild (2019)
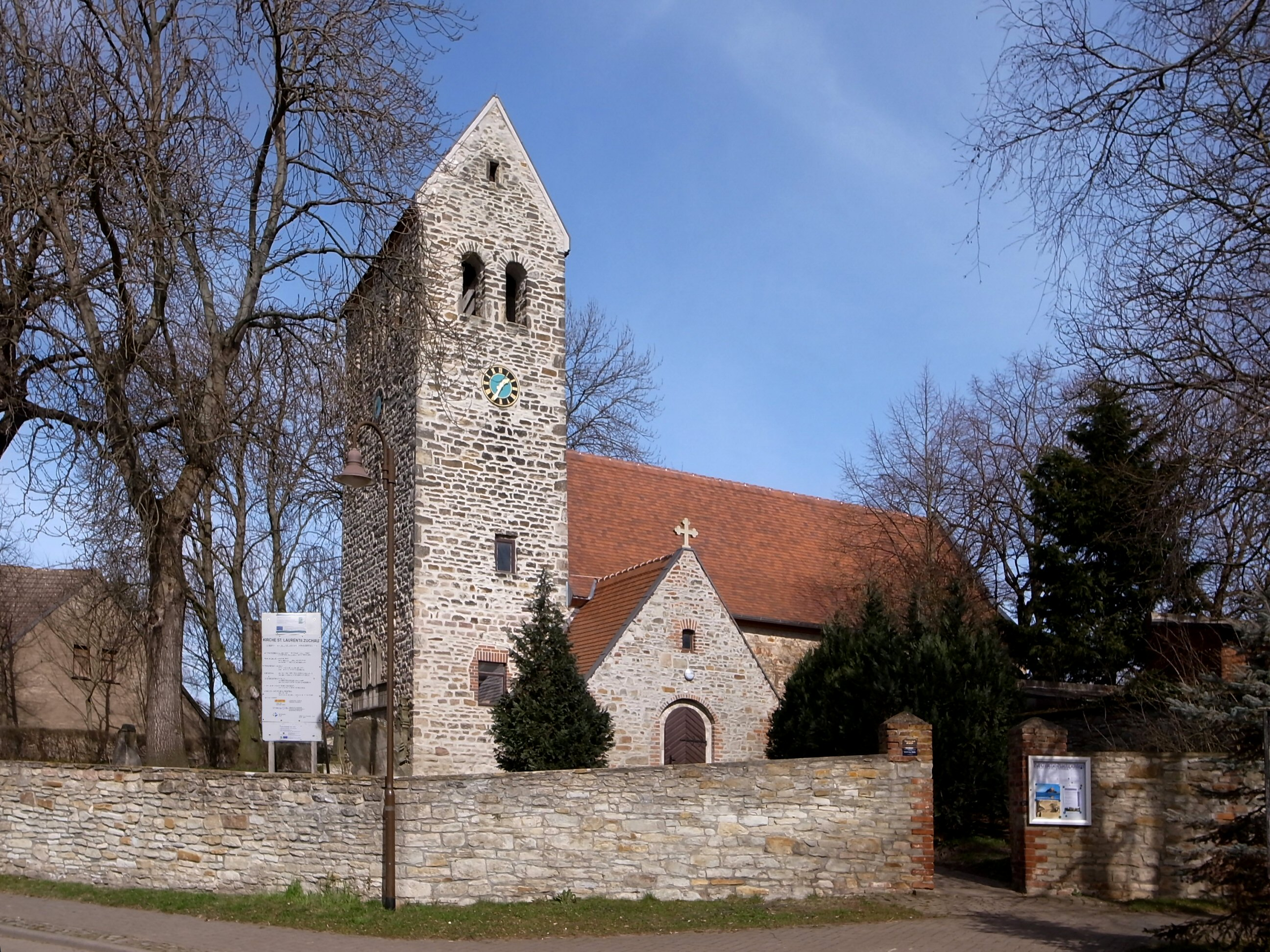
Evangelische Kirche St. Laurentii
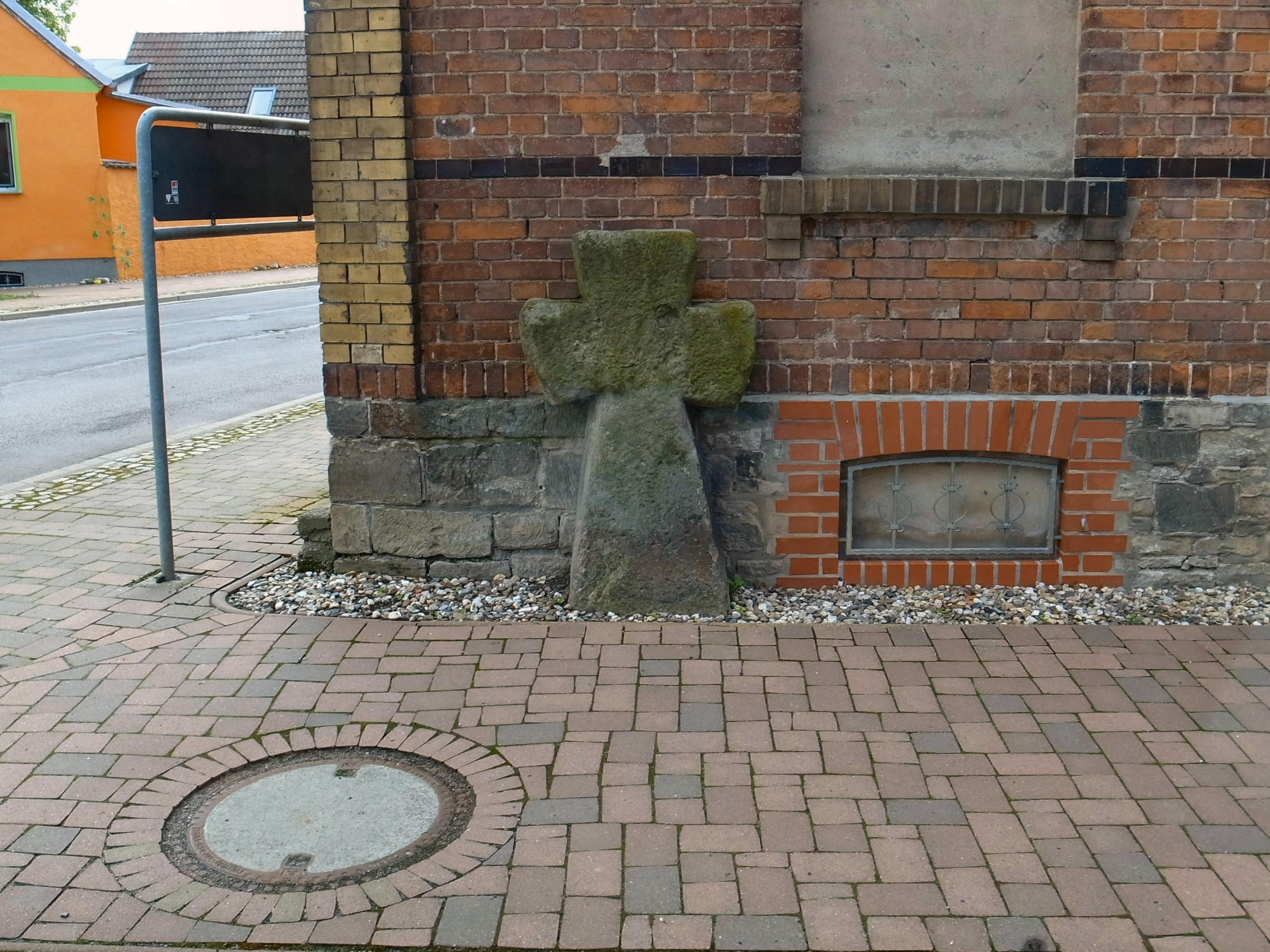
Steinkreuz
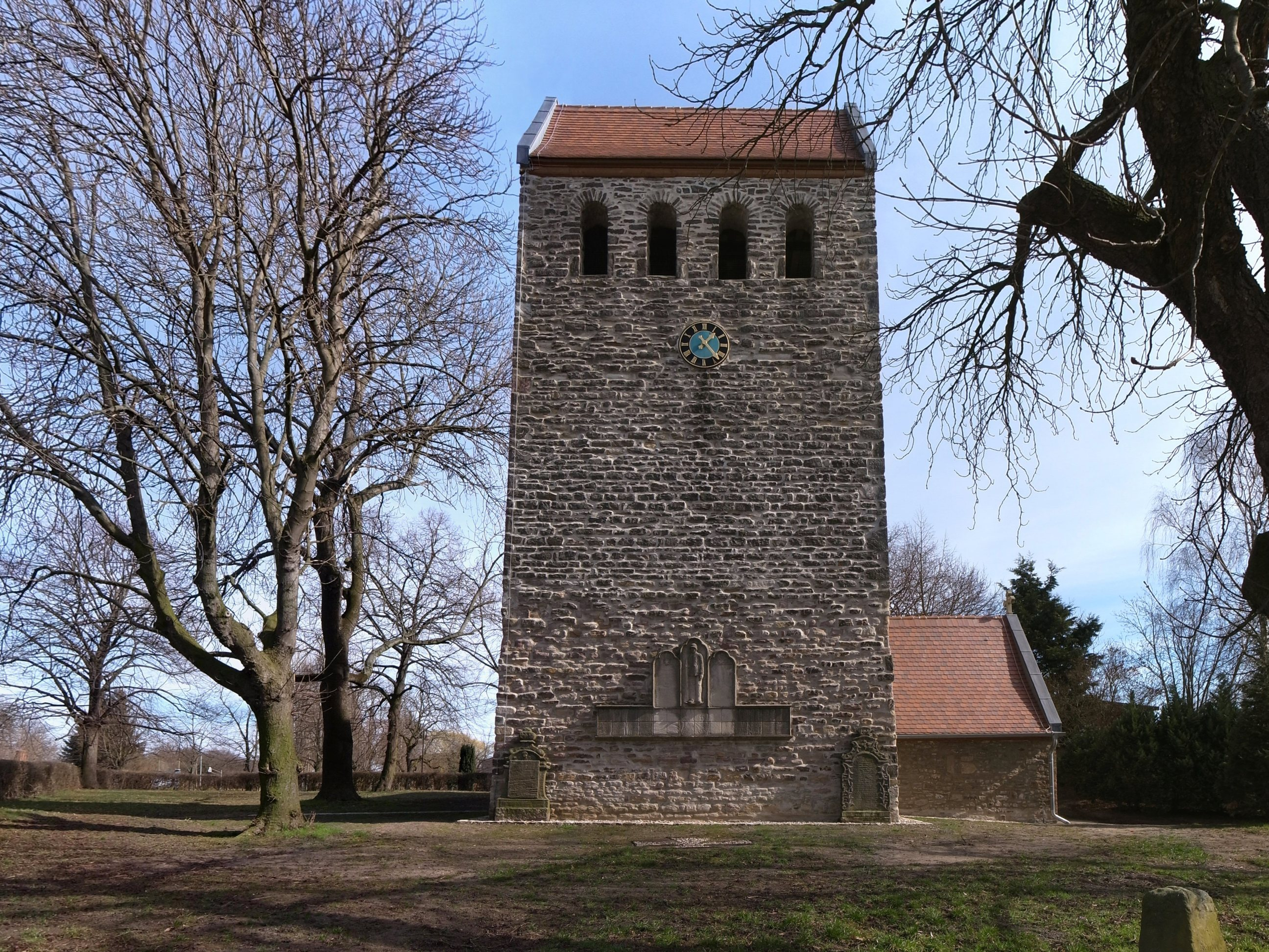
Sachsenturm
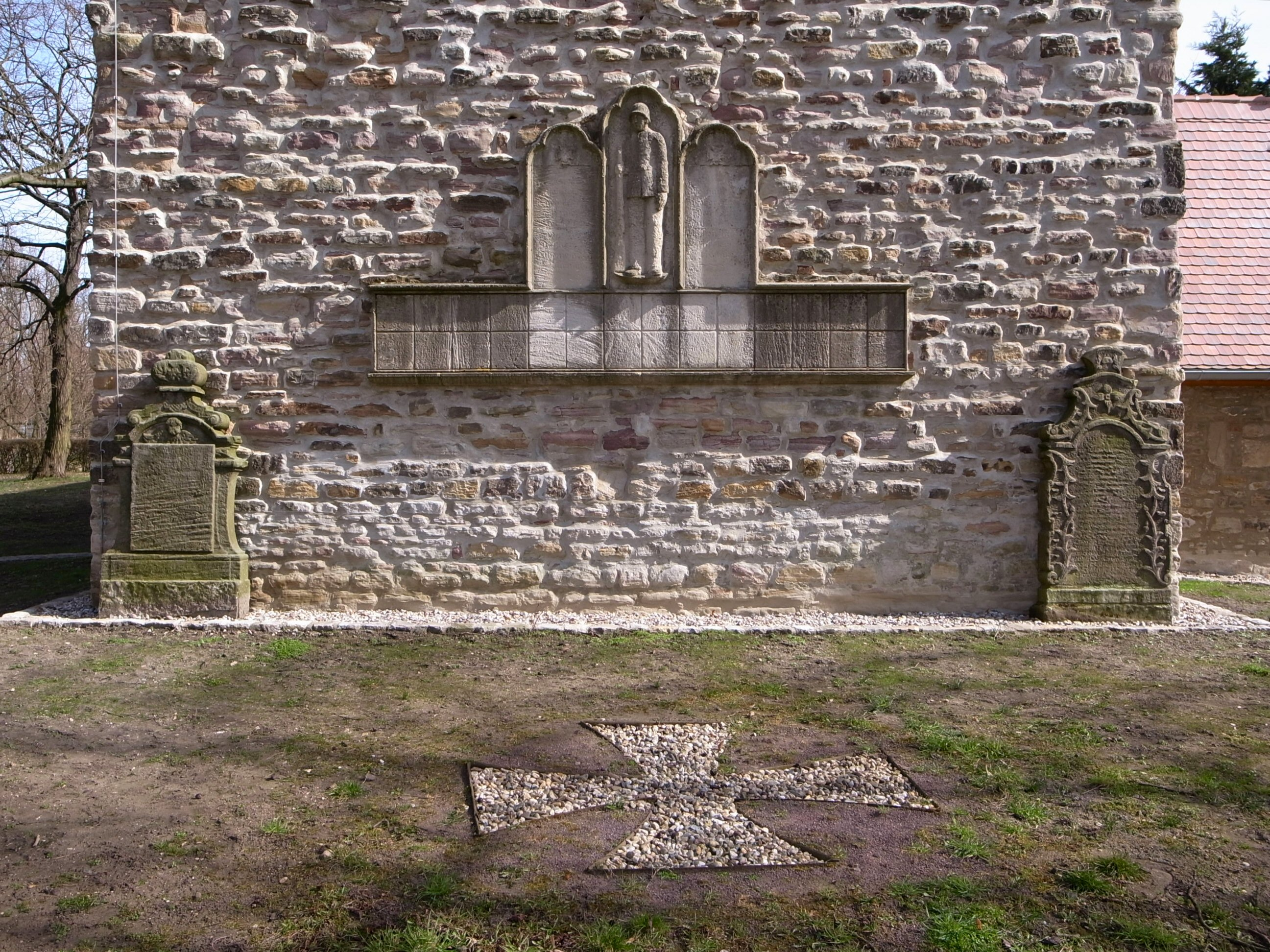
Gefallenendenkmal
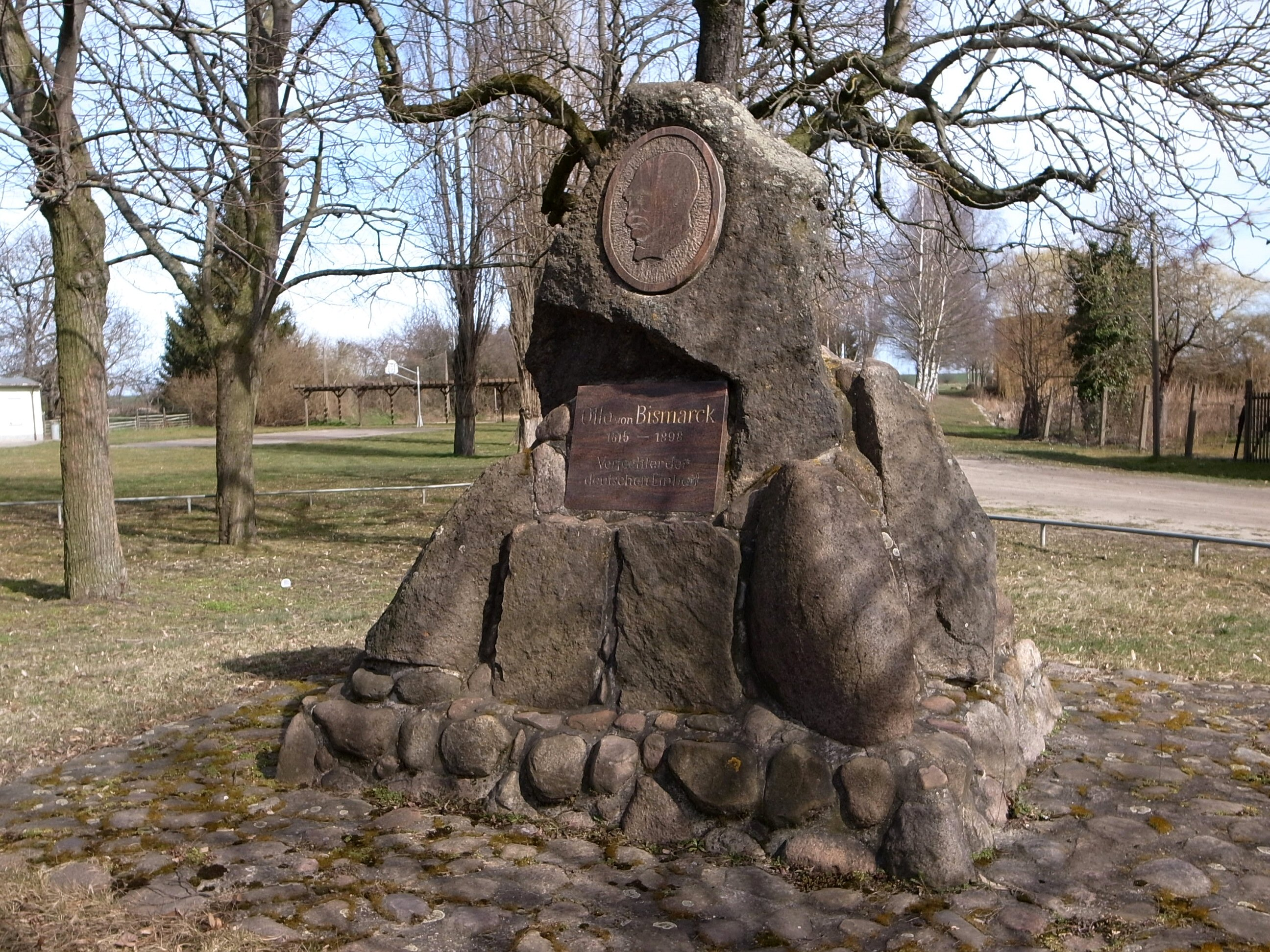
Bismarck-Gedenkstein